# Denio
Denio – jednostka osadnicza w Stanach Zjednoczonych, w stanie Nevada, w hrabstwie Humboldt.